# Cementerio de la Santa Cruz (Gniezno)
El cementerio de la Santa Cruz (en polaco Cmentarz św. Krzyża w Gnieźnie) es un cementerio está ubicado en un área limitada por las calles: Świętokrzyska en el suroeste, Żuławy en el sureste, y bordeado por el lago Świętokrzyskie en el norte de la ciudad polaca de Gniezno. El cementerio cubre un área de aproximadamente 4,5 ha y tiene el estatus de monumento.

## Historia
En la colina desde junto a la calle Świętokrzyska se erigió la iglesia de la Santa Cruz. En 1804, la necrópolis de la iglesia fue establecida por el administrador de la diócesis de Gniezno, el monseñor Franciszek Skarbek Malczewski. La consagración la hizo Józefat Murzynowski, canónigo metropolitano, y el sermón estuvo a cargo del predicador de la catedral, el monseñor Wojciech Ozarowski. Inicialmente, se ubicó un cementerio evangélico en la calle Świętokrzyska, cuyo área en 1887 fue vendida por la comuna evangélica a la parroquia de San Miguel. El cementerio también se extendía hacia el norte desde la iglesia hasta las orillas del lago, este fragmento pertenecía a la parroquia de Santísima Trinidad y al oeste, que pertenecía a la parroquia de St. Lorenzo El área del cementerio fue ampliada en los años 1895, 1912, 1932-1933 (este fragmento fue consagrado por el obispo Antoni Laubitz). El último cambio tuvo lugar en 1978, cuando, en relación con la construcción de la ruta del Congreso de Gniezno, se exhumaron 138 tumbas, que se trasladaron a una nueva área en el lado noreste, y en su parte central se erigió una monumental cruz de metal del siglo XIX, que originalmente se encontraba en la intersección de las calles Rybna y Świętokrzyska. La iglesia está rodeada por 52 tumbas sobre el suelo de 1865-1939, con una interesante arquitectura neogótica y neobarroca. En 1929, el área de la parroquia de la Santísima Trinidad fue entregada a la parroquia recién establecida en el monasterio de los padres franciscanos.

## Galería de imágenes

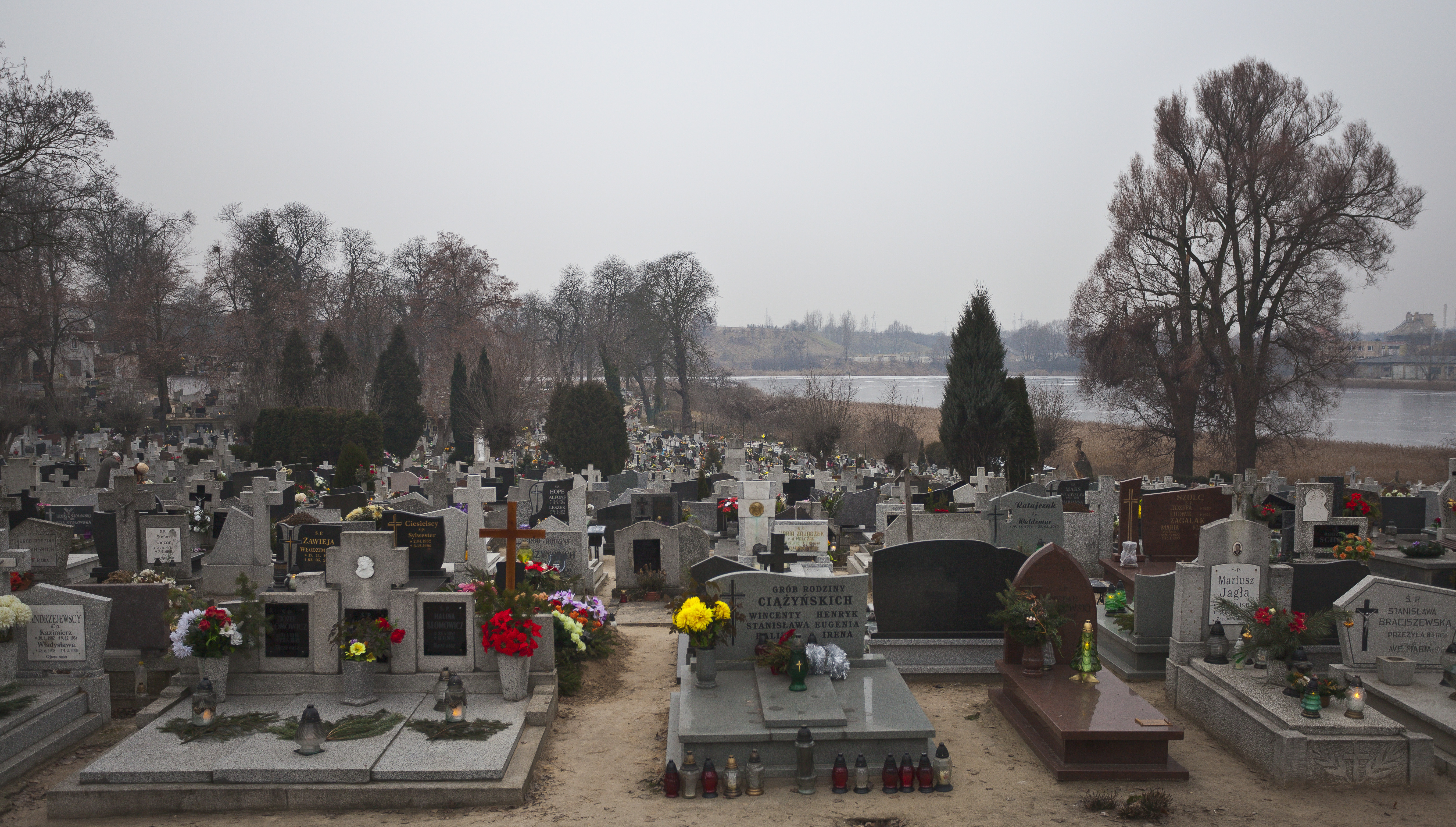
Vista del cementerio hacia el norte.
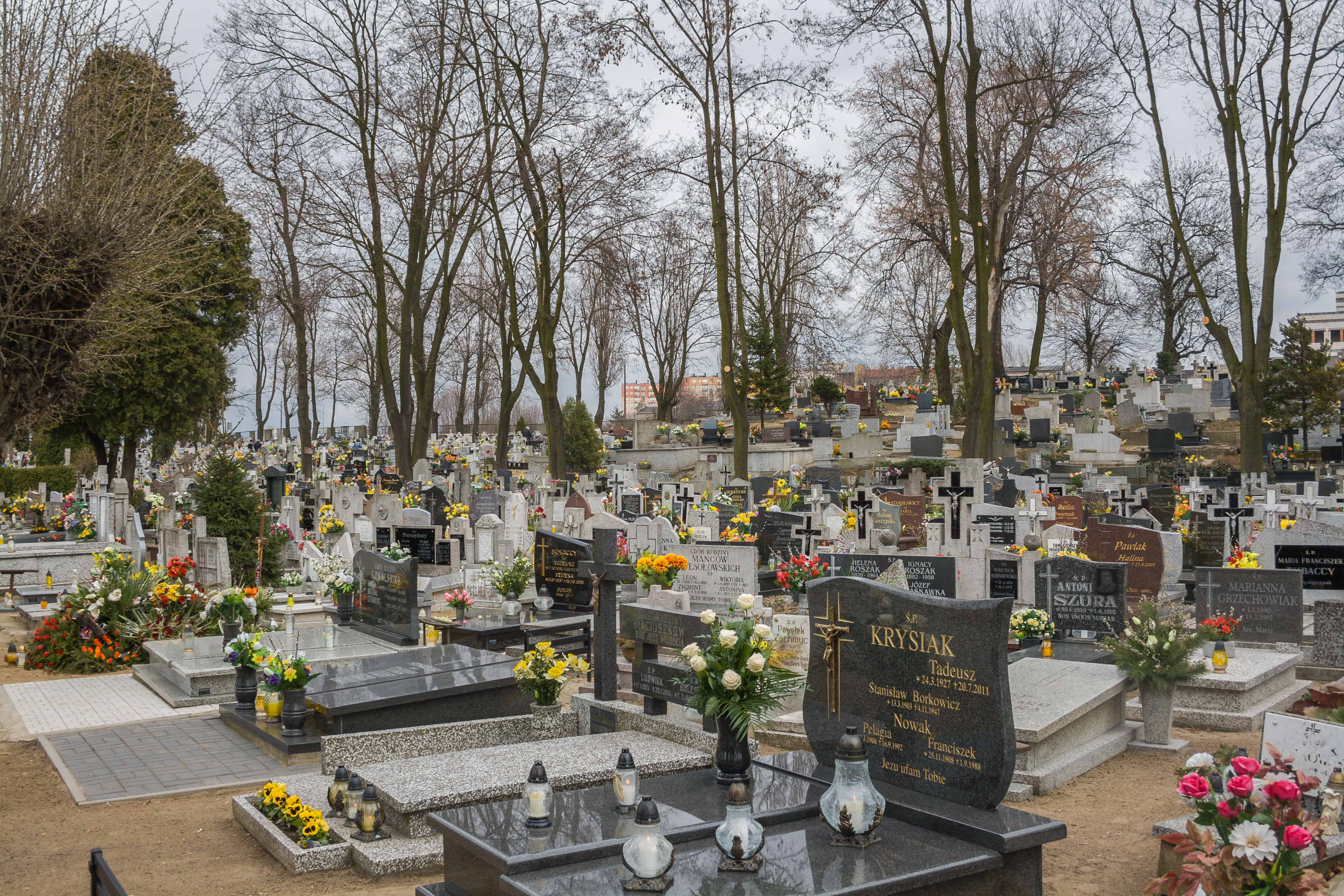
Vista del cementerio hacia el oeste.
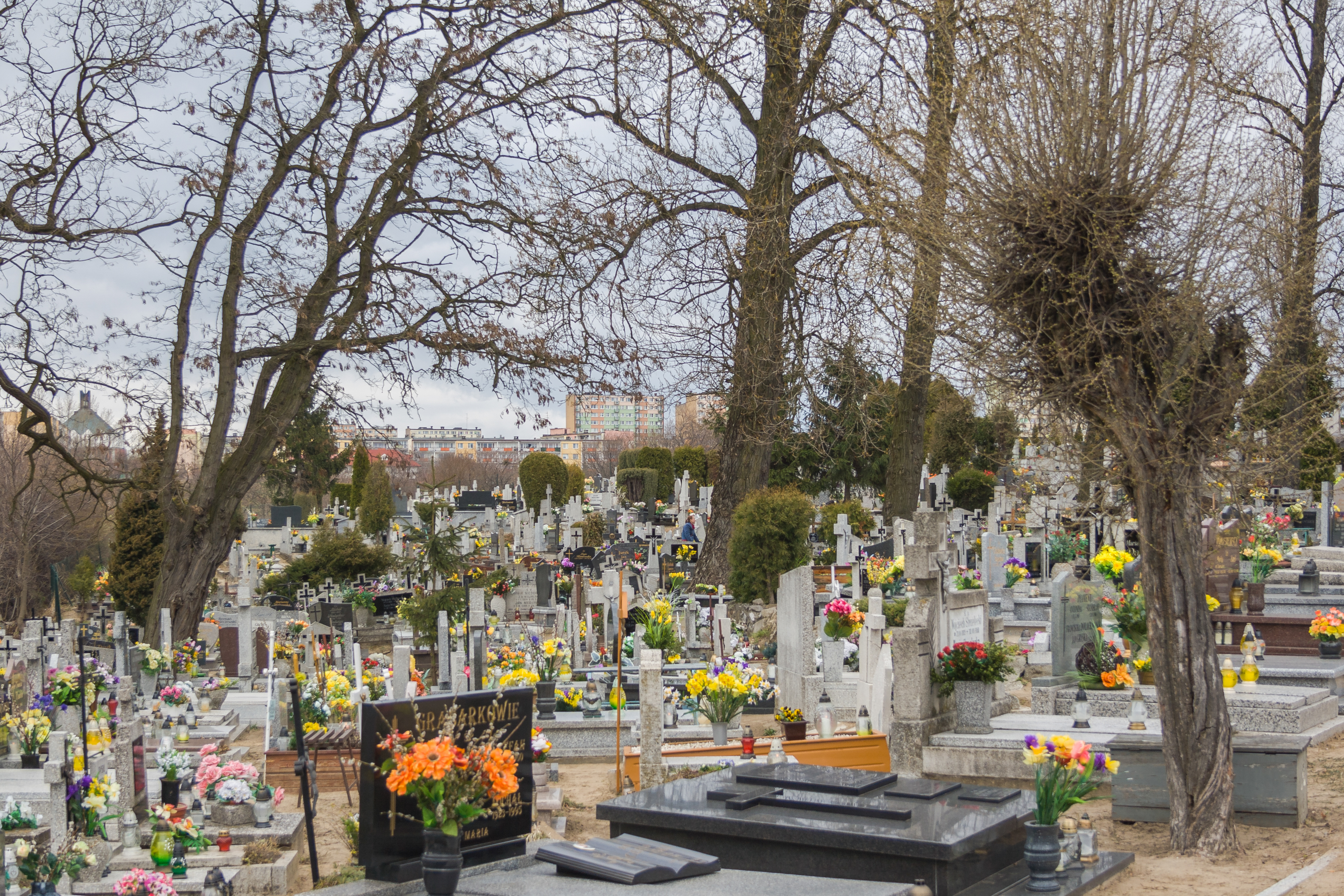
Vista del cementerio hacia el este.
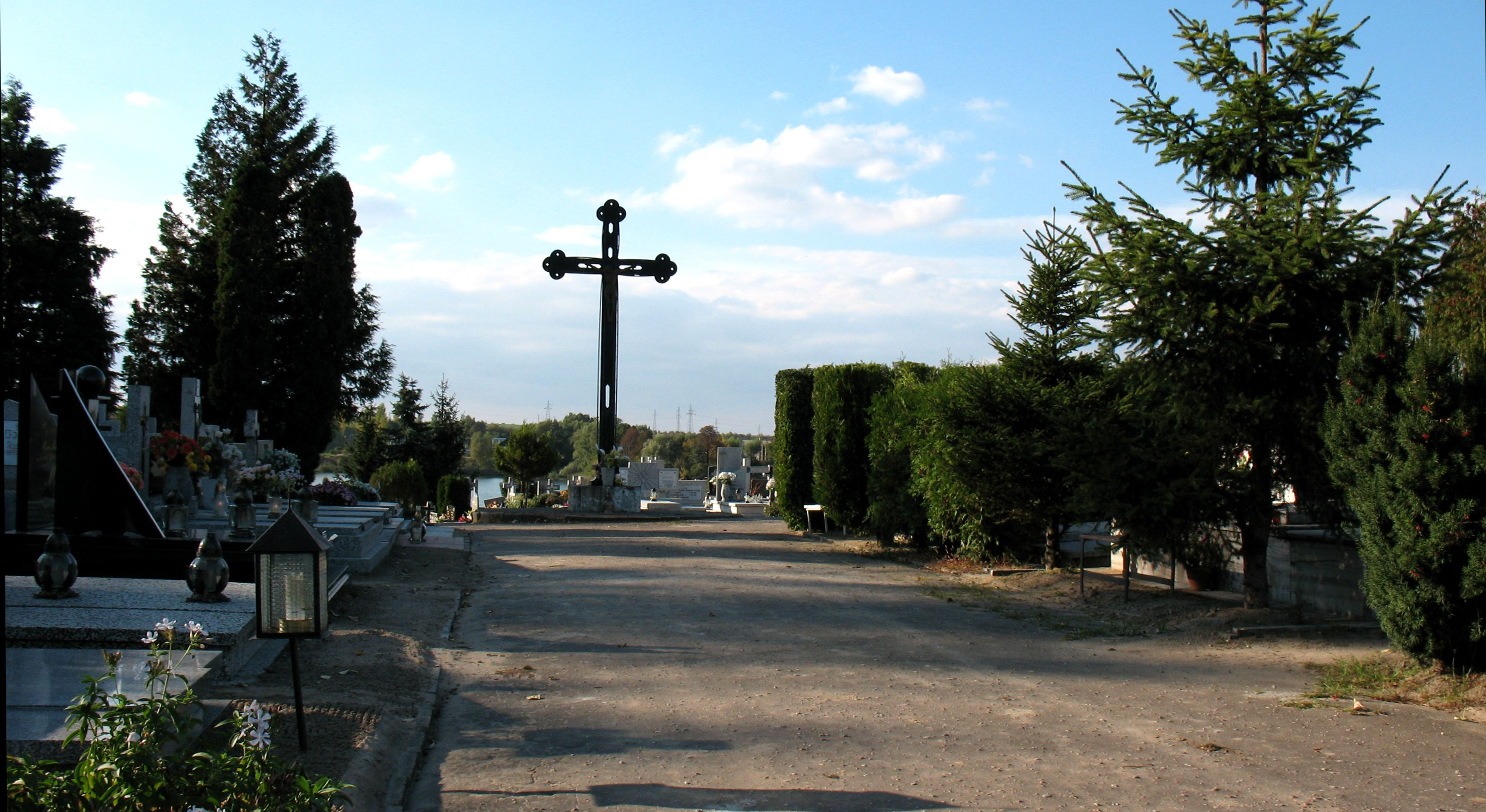
Imagen de la cruz monumental.
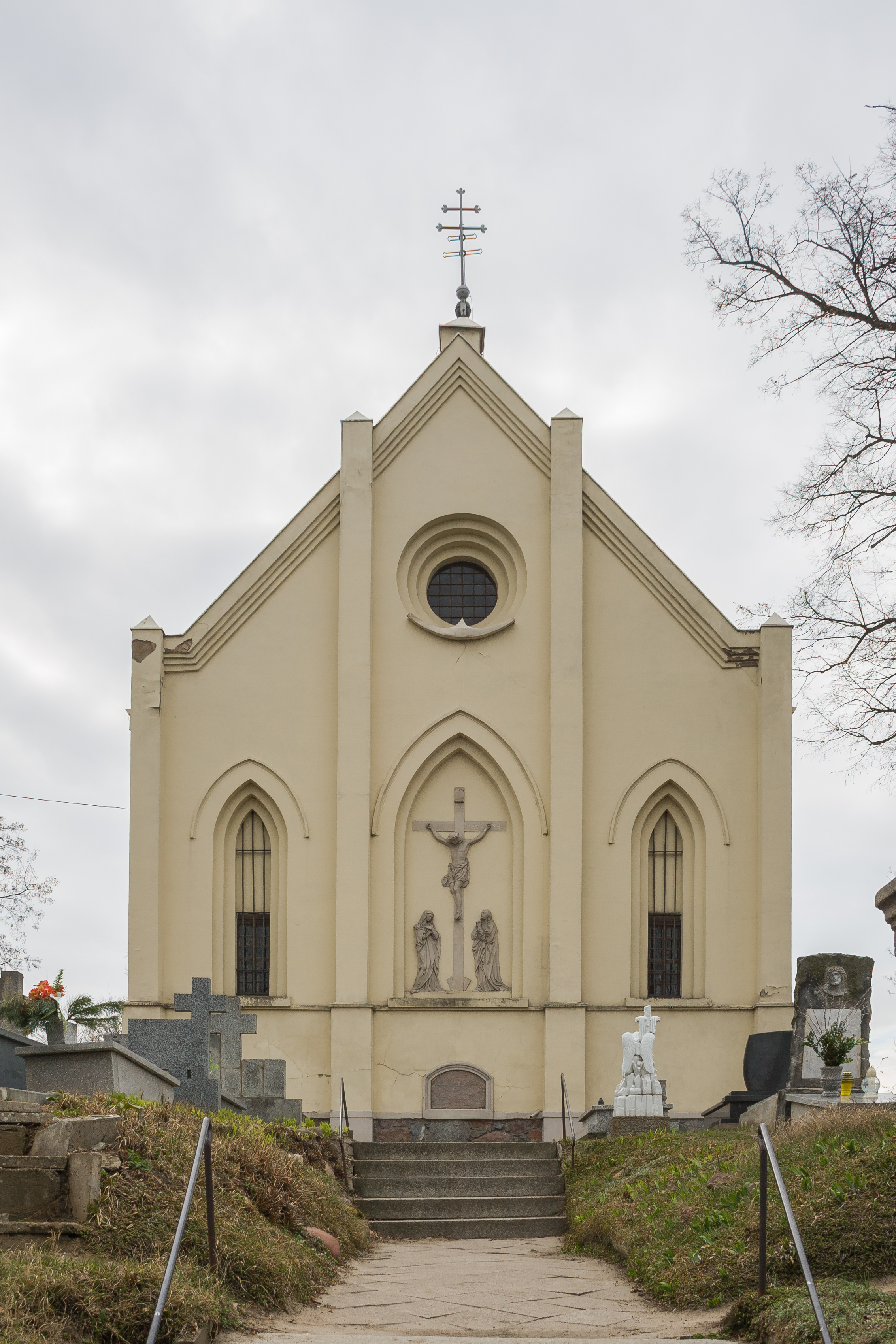
Iglesia de la Santa Cruz.
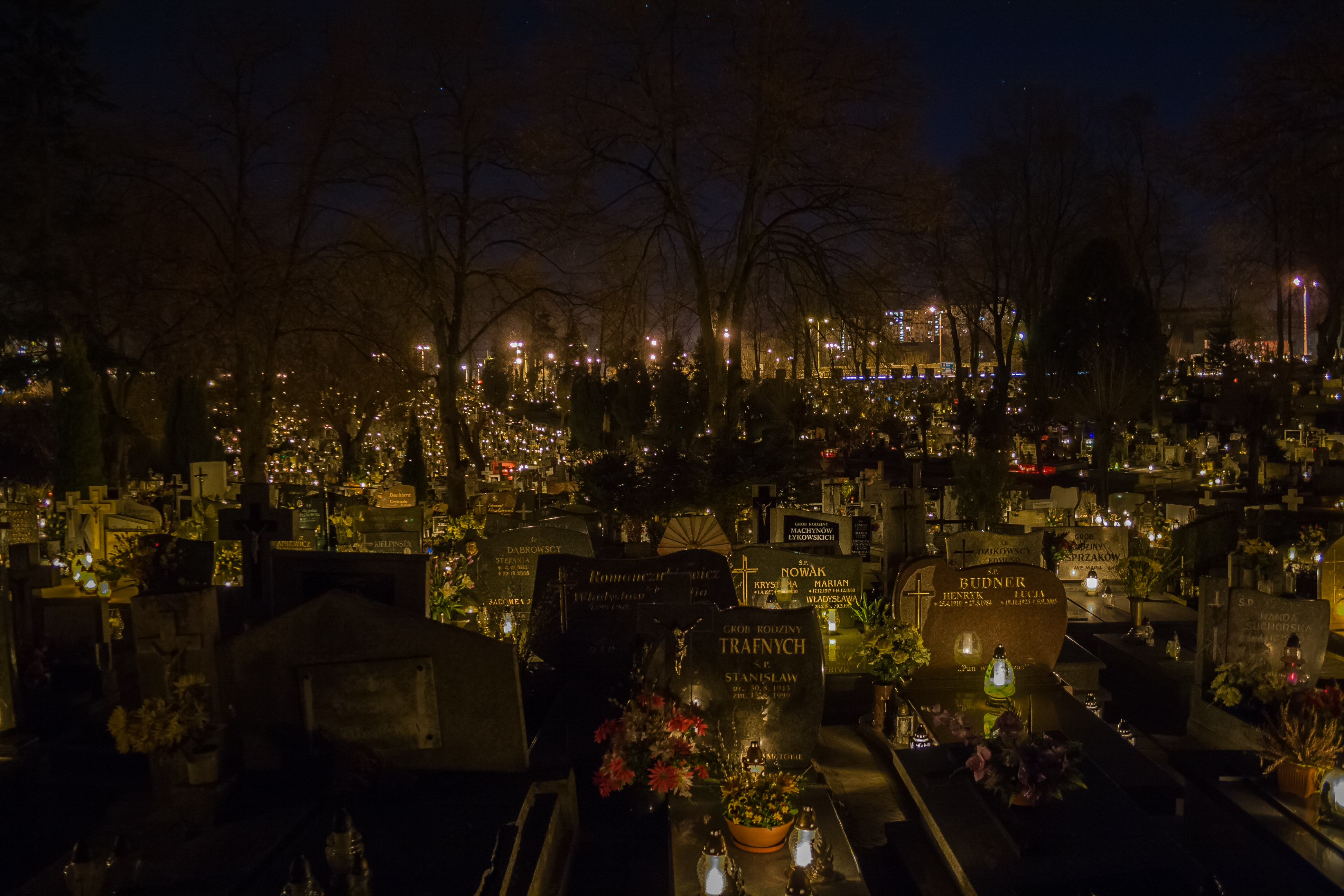
Vista nocturna.